# کلکانون

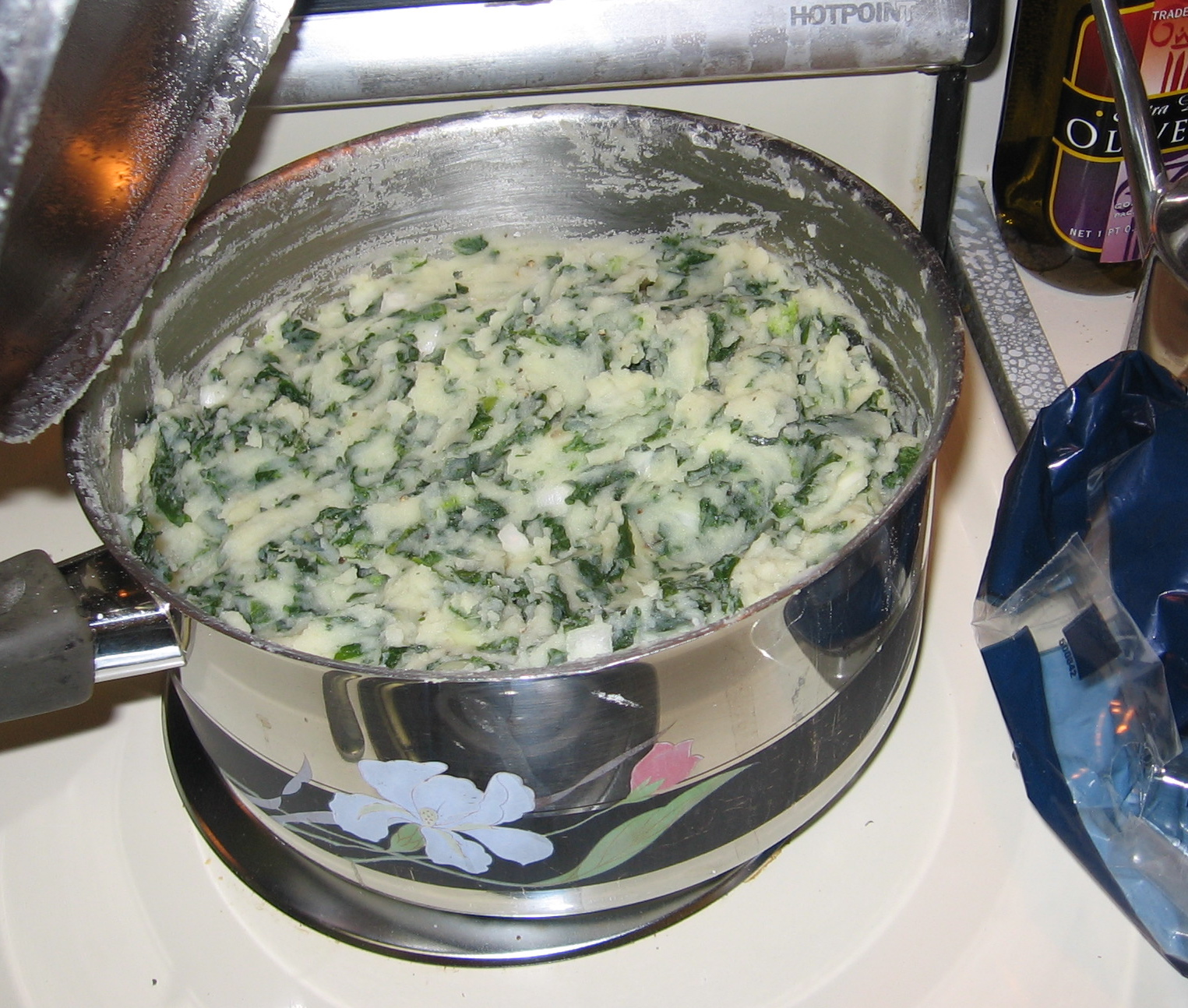
کلکانون

کلکانون (ایرلندی: cál ceannann) غذای سنتی ایرلندی است که از پوره سیب‌زمینی با کلم کالی یا کلم‌برگ تهیه می‌شود.